# Guy II de Soissons
Guy II de Soissons, mort en 1057, est comte de Soissons au milieu du XIe siècle. Il est le fils de Renaud Ier de Soissons, comte de Soissons, et de son épouse Lescelinde.
Son père serait tombé en disgrâce auprès du roi Henri Ier, qui aurait alors au début de l'année 1057 fait le siège de sa forteresse de Soissons, appelée Tour des Comtes, lors duquel Renaud trouve le mort. Devenu à son tour comte de Soissons, Guy aurait toutefois trouvé à son tour la mort quelques semaines plus tard.
Sa sœur Adélaïde de Soissons lui succède en tant que comtesse de Soissons avant que le roi de France la donne en mariage à Guillaume Busac.

## Mariage et enfants
Guy II de Soissons n'a pas d'union ou de postérité connue.

## Sources
- Anonyme, « Chronologie historique des comtes de Soissons », L'Art de vérifier les dates, vol. 17,‎ 1818, p. 250-279 (lire en ligne).
- [Henrion 1837] Mathieu-Richard-Auguste Henrion, Histoire de France depuis l'établissement des Francs dans la Gaule jusqu'à nos jours, vol. 1, Paris, Bibliothèque ecclésiastique, 1837, sur books.google.fr (lire en ligne), p. 303.
- Christian Settipani, La Préhistoire des Capétiens (Nouvelle Histoire généalogique de l'auguste maison de France, vol. 1), Villeneuve-d'Ascq, éd. Patrick van Kerrebrouck, 1993, 545 p. (ISBN 978-2-95015-093-6).
- Étienne Pattou, « Maison de Vermandois » [PDF], sur racineshistoire.free.fr.
- (en) Charles Cawley, « Guy II de Vermandois », sur fmg.ac/MedLands (Foundation for Medieval Genealogy), Northern France.